# William Jennings Bryan
William Jennings Bryan, född 19 mars 1860 i Salem, Illinois, död 26 juli 1925 i Dayton, Tennessee, var en amerikansk politiker och ledare för Populistpartiet som nominerades som demokraternas presidentkandidat 1896, 1900 och 1908, samt tjänstgjorde som utrikesminister under Woodrow Wilson 1913–1915.

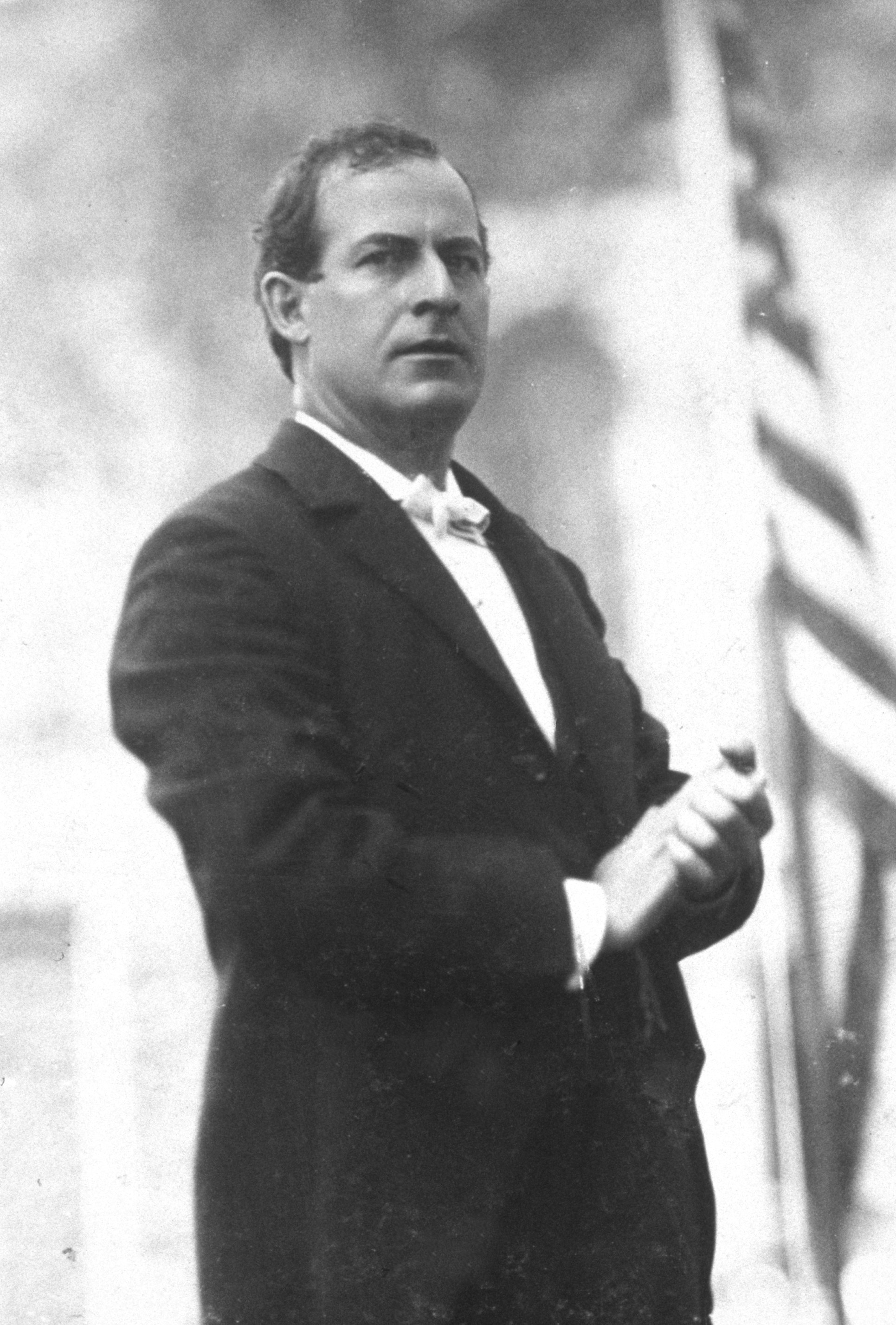
Den 36-årige Bryan under presidentkampanjen 1896.

Bryan var ledamot av USA:s representanthus för Nebraskas första kongressdistrikt i två mandatperioder, från den 4 mars 1891 till den 3 mars 1895. Han kandiderade sedan till USA:s senat, men förlorade. Hans kandidatur i presidentvalet 1896 innebar att han med 36 år var den yngste som nominerats för ett av USA:s större partier.

## Politik
Med rötter i den populistiska rörelsens reformkrav drev han genom banbrytande kampanjmetoder (bl.a. tågresor över landet med hundratals tal) sociala och ekonomiska frågor till sin spets med en socialreformistisk linje och försvarade småbönderna gentemot östkustens industri- och kapitalintressen. Han ville att delstaterna skulle ge ut egna pengar, välja sina senatorer i allmänna val, förespråkade kvinnlig rösträtt, federal och progressiv inkomstskatt och motsatte sig såväl guldstandard som pengar utgivna av bankerna. Dessa krav genomfördes till stor del under och omedelbart efter demokraten Woodrow Wilsons presidenttid (1913–1921), vilket visade vilket grepp Bryan trots sin image som populistisk och ovalbar demagog hade över partiet. Han utsågs till utrikesminister efter Wilsons seger men avgick efter en tvist om hållningen gentemot Tyskland efter RMS Lusitanias torpedering. Bryan var starkt isolationistiskt sinnad och motståndare till Wilsons idealistiska utrikespolitik syftande till att stärka demokratiska stater och sprida anglosaxiska frihetsvärden. Kombinationen av Bryans inrikespolitiska och Wilsons utrikespolitiska interventionism kom att bilda grundvalarna för demokraternas huvudprogram under Franklin D. Roosevelt, Harry S. Truman, John F. Kennedy och Lyndon B. Johnson. Bryan sökte på nytt nomineringen som demokraternas presidentkandidat inför valet 1920 utan framgång.
I kulturfrågor var Bryan starkt konservativ och blev trots sitt ursprung i Illinois en levande karikatyr av en bakåtsinnad sydstatsdemokrat. Mest känd blev han kanske för "approcessen" (Scopesrättegången) i Dayton, Tennessee 1925, då han stödde fundamentalistsidan gentemot en lärare, John T. Scopes, som åtalades och fälldes för att ha undervisat om evolutionsteorin. Dagar efter det framgångsrika utfallet avled Bryan i Tennessee på väg till ett politiskt möte, 65 år gammal.

## Familj
William Jennings Bryans bror Charles W. Bryan nominerades som demokratisk vicepresidentkandidat 1924 men förlorade stort mot republikanen Calvin Coolidges populära administration. Dottern Ruth Bryan Owen var kongressledamot för Florida 1929–1933 och ambassadör i Danmark 1933–1936, där hon senare avled.

## "Det fega lejonet"
Enligt författaren Ellen Hodgson Brown är Trollkarlen från Oz en allegori om behovet av penningreform. Frank Baum, författare till boken, sympatiserade med Populistpartiet och med William Jennings Bryan. Han gick även i en protestmarsch till stöd för William Jennings Bryans kandidatur till president 1896. Hodgson Brown gör tolkningen att Plåtman i sagan representerar fabriksarbetarna, Fågelskrämman symboliserar bönderna, den onda Häxan Västan representerar bankfamiljen Rockefeller och det fega lejonet representerar William Jennings Bryan.